# Rechtskreis

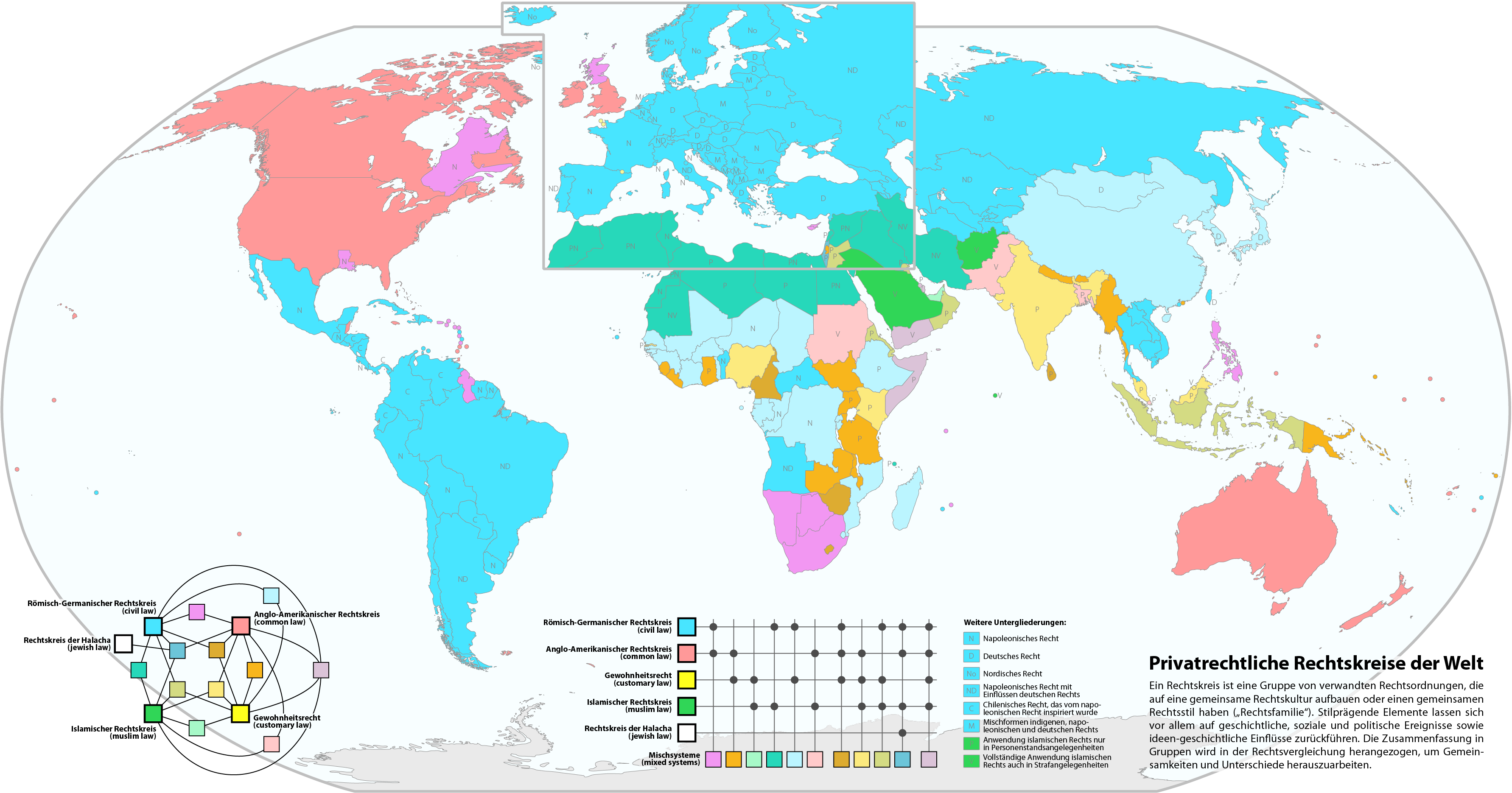
Privatrechtliche Rechtskreise der Welt. Im Wesentlichen ein Rechtsvergleich zwischen kontinentaleuropäischen und angloamerikanischen Rechtssystemen.

Privatrechtliche Rechtskreise Europas
Common Law
Mischsysteme (Common Law & römisch-germanisches Recht)
romanischer Rechtskreis
deutscher Rechtskreis
gemischt römisch-germanisches Recht (indigenes und roman./deutsches Recht bzw. romanisches und deutsches Recht)
nordischer Rechtskreis

Ein Rechtskreis ist die typisierende Zusammenfassung von Rechtsordnungen verschiedener Staaten, die prägende gemeinsame Merkmale aufweisen.

## Allgemeines
Stilprägende Elemente können die historische Entwicklung einer Rechtsordnung, dogmatische und systematische Eigenheiten in der Rechtsschöpfung und der Rechtsanwendung oder ideologische Einflüsse sein.
Eine allgemein anerkannte Einteilung in Rechtskreise gibt es nicht, da eine Rechtsordnung etwa im Zivilrecht einem anderen Rechtskreis zuzuordnen sein kann als im Öffentlichen Recht. Deshalb kommt es vor, dass es in einem Staat Rechtsgebiete gibt, die unterschiedlichen Rechtskreisen angehören. So stellte das Bundesverfassungsgericht in seiner Begründung zum sog. Nassauskiesungsbeschluss vom 15. Juli 1981 etwa fest, „daß in einigen der nach 1945 neu gebildeten Länder bis zu vier Wasserrechtskreise nebeneinander bestanden“.

## Rechtsvergleichung
Die Zusammenfassung in Gruppen wird in der Rechtsvergleichung herangezogen, um Gemeinsamkeiten und Unterschiede herauszuarbeiten. Da die Rechtsvergleichung bisher fast ausschließlich auf dem Gebiet des Privatrechts stattfand, sind auch die gängigen Einteilungen der Rechtskreise am Privatrecht entwickelt und gelten nur für dieses.
Die Rechtsvergleichung im öffentlichen Recht überschneidet sich teilweise mit der Vergleichenden Politikwissenschaft und der Vergleichenden Verwaltungswissenschaft.
Genus proximum et differentia specifica können bei staatsrechtlichen Rechtsvergleichungen etwa anhand der Fragen, wer innerhalb eines Staates Träger der Staatsgewalt ist, ob eine Gewaltenteilung stattfindet, ob eine Trennung von Kirche und Staat besteht, ob der Staat unitaristisch oder föderalistisch aufgebaut ist, ob ein Parlament aus einer oder zwei Kammern besteht oder ob das Regierungssystem präsidentiell, semipräsidentiell oder parlamentarisch ausgestaltet ist, herausgebildet werden.

## Römisch-germanischer Rechtskreis

Das Römische Reich 117 n. Chr.

In Deutschland, Österreich, der Schweiz und Liechtenstein gilt der römisch-germanische Rechtskreis, der – in Abgrenzung zum angelsächsischen Common Law – auch Civil Law genannt wird. Geprägt ist das Civil Law durch rezipiertes römisches Recht.
Sein Einflussbereich geht auch über Kontinentaleuropa hinaus. So unterliegen, trotz vielfältiger Einflüsse aus dem US-amerikanischen Recht, ganz Lateinamerika, in Teilen Schottland sowie eine Reihe vom französischen Recht beeinflusster Gebiete wie der US-Bundesstaat Louisiana, die kanadische Provinz Québec, die meisten Teile des nahen und fernen Ostens und Teile Afrikas dem Wirkkreis des Civil Law, im Ergebnis also fast alle Weltgegenden, in denen nicht Englisch gesprochen wird. Einige dieser Systeme sind auch unten im Abschnitt über die Mischsysteme näher abgehandelt.
Im Gegensatz zum Common Law ist das Gerichtsverfahren im römisch-germanischen Rechtskreis auf den Richter zugeschnitten, der es als unabhängiges Organ der Rechtspflege nicht nur leitet, sondern weithin beherrscht. Vereinfacht kann es als inquisitorisch bezeichnet werden. Parlamentarisch verfasste Gesetze bilden die wichtigste Rechtsquelle. Richterrecht wird im Gegensatz zum Common Law häufig nicht als eigenständige Rechtsquelle anerkannt. Früher meinte man sogar, alle Entscheidungen aus dem Gesetz ablesen zu können (Montesquieu). Obwohl theoretisch überwunden, prägt diese Tradition immer noch die juristische Argumentationsweise.
Der römisch-germanische Rechtskreis lässt sich in weitere Rechtskreise untergliedern.

### Romanischer Rechtskreis (Code Napoléon)
Zu diesem Rechtskreis zählen Frankreich und die stark an dessen Zivilrecht (Code civil von 1804) angelehnten Rechtsordnungen von Belgien, Luxemburg, Rumänien, Italien, Spanien sowie vom größten Teil Lateinamerikas, Nord- und Westafrikas. Der Stil der Rechtssprache ist von Pathos geprägt und eher programmatisch. Die ebenfalls zum romanischen Rechtskreis gehörenden Länder Portugal und Niederlande (beide ursprünglich stark an das spanische Recht angelehnt) sind allerdings auch erheblich vom deutschen Recht beeinflusst. Im 1992 in den Niederlanden verabschiedeten Nieuw Burgerlijk Wetboek fand eine weitergehende Annäherung an das deutsche Recht statt, wobei das niederländische Recht eine Vielzahl kreativer Lösungen und eigener Schöpfungen hervorgebracht hat, die ihm innerhalb der europäischen Rechtskreise eine starke Eigenständigkeit verleihen.
Repräsentative Rechtsordnung dieses Rechtskreises ist die Frankreichs.

#### Entstehungsgeschichte des romanischen Rechtskreises

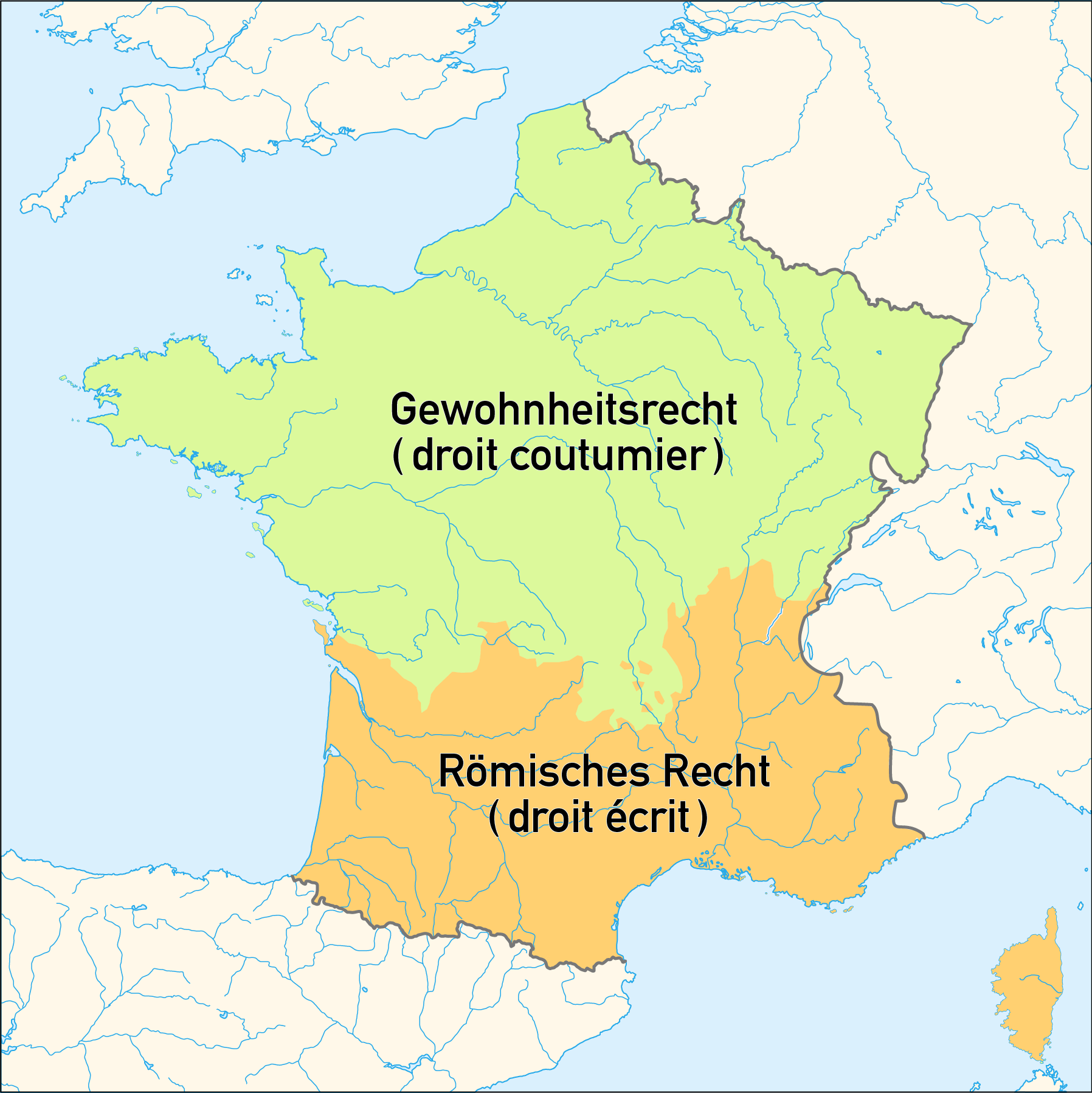
Rechtskreise in Frankreich vor der Revolution: Droit coutumier im Norden, droit écrit im Süden

Der Code civil ist zum einen stark vom naturrechtlichen Pathos der Französischen Revolution geprägt, zum anderen aber auch vom vorrevolutionären Recht. Dies sind das auf dem fränkisch-germanischen Lehnsrecht basierende Gewohnheits- und Partikularrecht (droit coutumier) aus dem Norden Frankreichs und das gemeine Recht französischer Prägung (droit écrit) aus dem Süden Frankreichs.
Die im 11. und 12. Jahrhundert wieder aufblühende römische Rechtswissenschaft hielt auch in Frankreich Einzug, ohne dass jedoch das fränkische Gewohnheitsrecht verdrängt worden wäre: Im Süden Frankreichs wurde das römische Recht in complexu rezipiert, während es im Norden nur in subsidium dort rezipiert wurde, wo das Gewohnheitsrecht keine oder nicht befriedigende Lösungen bot.
Mitte des 15. Jahrhunderts erließ Karl VII. die Order, das bis dahin vor allem auf mündlicher Überlieferung basierende Gewohnheitsrecht des französischen Nordens aufzuzeichnen. Auch dies trug dazu bei, dass das Gewohnheitsrecht gegenüber dem römisch-französischen Recht eine starke Stellung behielt. Daneben führte es zu einer Annäherung von droit écrit und droit coutumier und leitete die Herausbildung des gemeinfranzösischen Gewohnheitsrechts (droit coutumier commun) ein.
Ebenfalls zur Angleichung trug die Rechtsprechung des Gerichtshofs von Paris bei. Das Gewohnheitsrecht des Pariser Rechtsbuchs (coutume de Paris) wurde bald überall dort angewandt, wo die übrigen Regionalrechte Lücken aufwiesen.
Diese Grundlagen zusammen mit dem Geist der Französischen Revolution führten schließlich in Gestalt des Code civil zur einheitlichen Gesetzgebung auf dem Gebiet des bürgerlichen Rechts. Auf den einfachsprachlichen Stil des Code civil hat Napoleon selbst einen nicht unerheblichen Einfluss genommen.

### Deutscher Rechtskreis
Der deutsche Rechtskreis, zu dem neben Deutschland auch Österreich, Liechtenstein und die Schweiz sowie Portugal, Griechenland und die Türkei zählen, zeichnet sich durch seine Systematik aus. Es herrschen rationales, abstraktes und begriffliches Denken vor, wie z. B. das Abstraktionsprinzip.
Repräsentative Rechtsordnung dieses Rechtskreises ist die Deutschlands.

#### Entstehungsgeschichte des deutschen Rechtskreises
Das in den deutschen Sprachgebieten zunächst vorherrschende germanische Stammesrecht wurde zusehends verdrängt. Die vor allem im 15. Jh. stattfindende Rezeption des römischen Rechts wurde auch dadurch begünstigt, dass das Heilige Römische Reich Deutscher Nation sich als Nachfolger des römischen Reiches sah und das römische Recht auch das Recht des Heiligen Römischen Reiches war, sowie dadurch, dass die Reichsgewalt zugunsten der Macht der Territorialstaaten abnahm. Auf diese Weise konnte sich kein reichseinheitliches gemeindeutsches Recht herausbilden, das die Rezeption des römischen Rechts – wie in Frankreich oder den nordischen Ländern – zumindest teilweise überflüssig gemacht hätte. Auch bestand keine effektive Reichsgerichtsbarkeit, die die Rechtsprechung reichsweit hätte vereinheitlichen können; die Zuständigkeit des Reichshofgerichts wurde durch die Evokations- und Appellationsprivilegien, die sich die erstarkten Territorialfürsten hatten einräumen lassen, stark beschnitten. Als schließlich 1495 das Reichskammergericht eingerichtet wurde, war es für die Herausbildung eines gemeindeutschen Privatrechts bereits zu spät; das römische Recht gewann aufgrund seines reichen und ausdifferenzierten Instrumentariums immer mehr Boden, da die germanischen Formen der Rechtsfindung den Bedürfnissen der Zeit nicht mehr genügten. Die nun einsetzende Rezeption erfolgte teilweise sogar vollständig (lateinisch in complexu).
Zur Verbreitung des römischen Rechts trug vor allem die Ausbildung der Juristen bei. Diese hatten ihre Kenntnisse zunächst an den Universitäten Oberitaliens (z. B. der Universität Bologna) erworben; später begannen auch die deutschen Universitäten, römisches Recht zu lehren.
Mit dem Zeitalter der Aufklärung ging auch der aus dem vernunftrechtlich geprägten Wunsch nach einer Gesamtkodifikation auf der Grundlage von Systematik und Rationalität einher. Philosophen wie Pufendorf oder Thomasius entwickelten ein abstraktes und logisches System, das aber – wiederum anders als etwa in Frankreich oder den nordischen Ländern – oft die Verbindung zu den eigentlich zu lösenden sozialen Problemen verlor. Hobbes, Locke und Montesquieu hatten seit Beginn der Aufklärung die staatstheoretischen Grundlagen für ein nationalstaatliches Leitbild des Gesellschaftsvertrages geschaffen, sodass Kodifikationsbestrebungen auch den Erwartungen an eine Volkssouveränität moderner Prägung dienten. Anders aber als in Frankreich wurde der Wunsch nach einer umfassenden Kodifikation jedoch nicht von unten erkämpft, sondern – ganz im Sinne des in Deutschland vorherrschenden aufgeklärten Absolutismus – von oben vorgegeben. Sie waren in politischer Hinsicht sogar eher restaurativer Natur. Solche Kodifikationen wurden in Preußen mit dem noch standesrechtlich orientierten und in Fragen der gesetzlichen Ausgestaltung kasuistisch verfassten Allgemeinen Landrecht für die preußischen Staaten von 1794 umgesetzt und in Österreich durch das noch heute in Kraft stehende Allgemeine bürgerliche Gesetzbuch von 1811.
Die nun folgende Epoche der Romantik brachte die Historische Rechtsschule hervor. Diese wandte sich vom Vernunftrecht ab und besann sich auf das geschichtlich gereifte Recht. Diesem gaben sie den Vorzug, um den überpositiven Begründungsstrukturen des ansonsten nur positivrechtlich gerechtfertigten Gesetzesbetrieb im Naturrecht entgehen zu können. Einer der Begründer der historischen Rechtsschule, Friedrich Carl von Savigny, griff – wie die Vernunftrechtler vor ihm – insbesondere das römische Recht auf, dies aber nicht in der wissenschaftlich zuletzt betriebenen Weise des usus modernus, sondern in dessen ursprünglichster auffindbaren Form antiken römischen Rechts, wie es aus den Kompilationen Justinians hervorgegangen war. Savigny gehörte damit zum romanistischen Zweig der historischen Rechtsschule. Anders jedoch als die römischen Quellen ging Savigny von der Privatautonomie als Grundlage der Rechtsgeschäfte aus. Savigny sprach sich ganz im Geiste der Romantik gegen eine Kodifikation des bürgerlichen Rechts aus, da das Recht nicht durch einen Gesetzgeber vorzugeben sei, sondern sich durch die Manifestation des Volksgeistes organisch entwickle, während die Vertreter des germanistischen Zweigs der historischen Rechtsschule eine Kodifikation befürworteten.
Unter Savignys Nachfolgern Puchta und Windscheid ging aus dem romanistischen Zweig die Pandektenwissenschaft hervor, die auch als Begriffsjurisprudenz beschrieben wird. Jhering wandte sich schließlich von der Begriffsjurisprudenz hin zu einer an den realen sozialen Anforderungen orientierten Betrachtung des Rechts (vgl. Interessenjurisprudenz).
Die allgemein einsetzende Rechtsvereinheitlichung mündete schließlich in der Erstellung des deutschen Bürgerlichen Gesetzbuchs. Dieses erhielt erst durch die Entwurfsnachbesserung durch die 2. Kommission, der auch Anton Menger angehörte, den „Tropfen sozialen Öls“, den die soziale Frage der damaligen Zeit erforderte. Es trat am 1. Januar 1900 in Kraft.

### Nordischer Rechtskreis

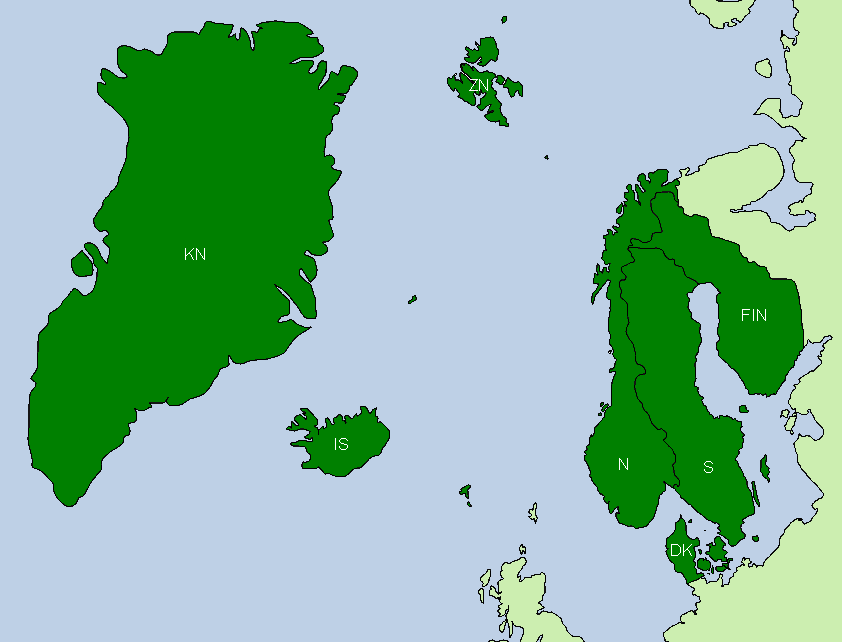
Nordische Länder

Der nordische Rechtskreis wird auch als skandinavischer Rechtskreis bezeichnet; ihm gehören Schweden, Norwegen, Dänemark, Finnland und Island an. Stilistisch lässt sich vor allem die Praxisorientierung des nordischen Rechts herausstellen; auch die Institution der Ombudsmänner ist charakteristisch.
Repräsentative Rechtsordnungen dieses Rechtskreises sind die von Schweden und Dänemark.

#### Entstehungsgeschichte des nordischen Rechtskreises
Prägend war zunächst das altgermanische Recht, zu dem gewisse regionale Abweichungen kamen. Aufgrund der von jeher engen politischen und kulturellen Beziehungen der nordischen Länder (dänisch-norwegische Personalunion, Kalmarer Union usw.) entwickelten sich nie besondere rechtliche Abweichungen der Länder in diesem Raum. Im Hochmittelalter entstanden die Landschaftsrechte wie das Jütische Low, das in Süderjütland (auch: Schleswig) noch bis 1900 Gültigkeit hatte.
Großen Einfluss hatten die Gesetzgebungen der damals vorherrschenden Mächte Schweden (Sveriges rikes lag von 1734) und Dänemark (Danske Lov des Königs Christian V. von 1683; im norwegischen Reichsteil unter dem Titel Norske Lov in Kraft getreten), die jeweils in ihren Geltungsbereichen das Prozess-, Straf- und Privatrecht vereinheitlichten. Beide Gesetzbücher waren in einem einfachen und verständlichen Sprachstil gehalten.
Der in Skandinavien erst im 17. Jahrhundert erfolgende Einfluss des römischen Rechts war aufgrund der zu diesem Zeitpunkt bereits gefestigten Rechtssysteme geringer als im übrigen Kontinentaleuropa, aber dennoch größer als auf das Common Law. Es wurde vor allem auf den Gebieten rezipiert, in denen das geltende Recht keine oder nicht ausreichende Regelungen kannte; zu theoretischen Verallgemeinerungen kam es aber auch hier nicht.
Das ausgeprägte historische und kulturelle Zusammengehörigkeitsgefühl führte ab Ende des 19. Jahrhunderts zu einer engen, meist informellen Zusammenarbeit der nordischen Länder bei der Gesetzgebung. Im Folgenden traten viele einheitliche Gesetze in den nordischen Ländern in Kraft. Wegen des informellen Charakters hatten Institutionen wie der Nordische Rat kaum Bedeutung.

## Common Law bzw. anglo-amerikanischer Rechtskreis

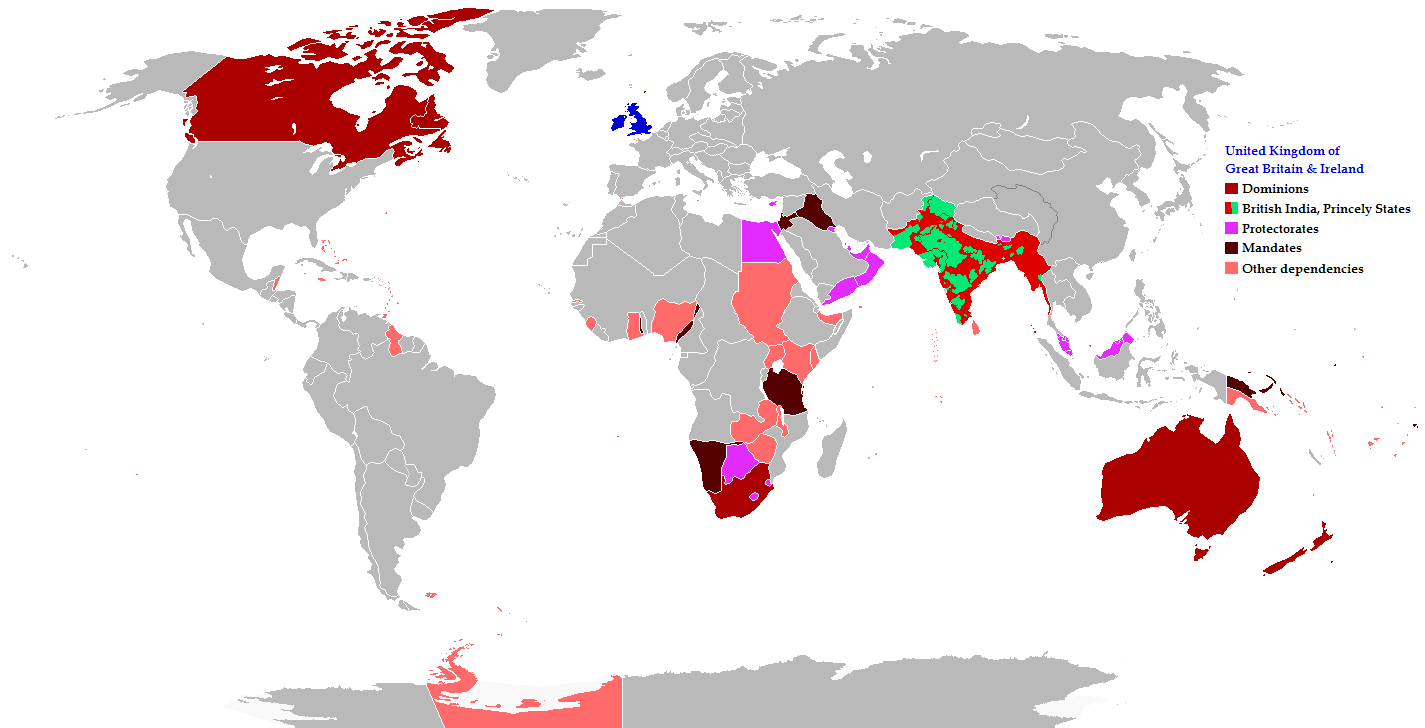
Britische Kolonien 1762 bis 1948

Dieser Rechtskreis umfasst im Wesentlichen den anglo-amerikanischen oder den Rechtskreis des Common Law, das von England in seine Kolonien (Australien, Indien, Kanada, Neuseeland, Vereinigte Staaten von Amerika usw.) exportiert wurde. Diese Länder haben nach ihrer Unabhängigkeit meist eigene, jedoch mehr oder weniger stark von der britischen Rechtskultur des Common Law geprägte Rechtsordnungen angenommen, die ähnliche Rechtstraditionen sowie bestimmte gemeinsame Institutionen (z. B. im Rahmen des Commonwealth) pflegen und verstärken.
Prägnantester Unterschied zum römisch-germanischen Rechtskreis sind die Wurzeln der Rechtswissenschaft: Während in Kontinentaleuropa scholastisches Denken vorherrscht, ist es im Common Law das forensische Vorgehen am konkreten Fall. Dieser Umstand wirkt sich unter anderem darin aus, dass im römisch-germanischen Rechtskreis vom Anwalt anhand von Normen ermittelt wird, wie ein Rechtsstreit entschieden werden wird, während es im Common Law um die Vorausberechnung geht, wie der Richter den konkreten Fall mittels Präjudizien entscheiden wird.

### Entstehungsgeschichte des Common Law

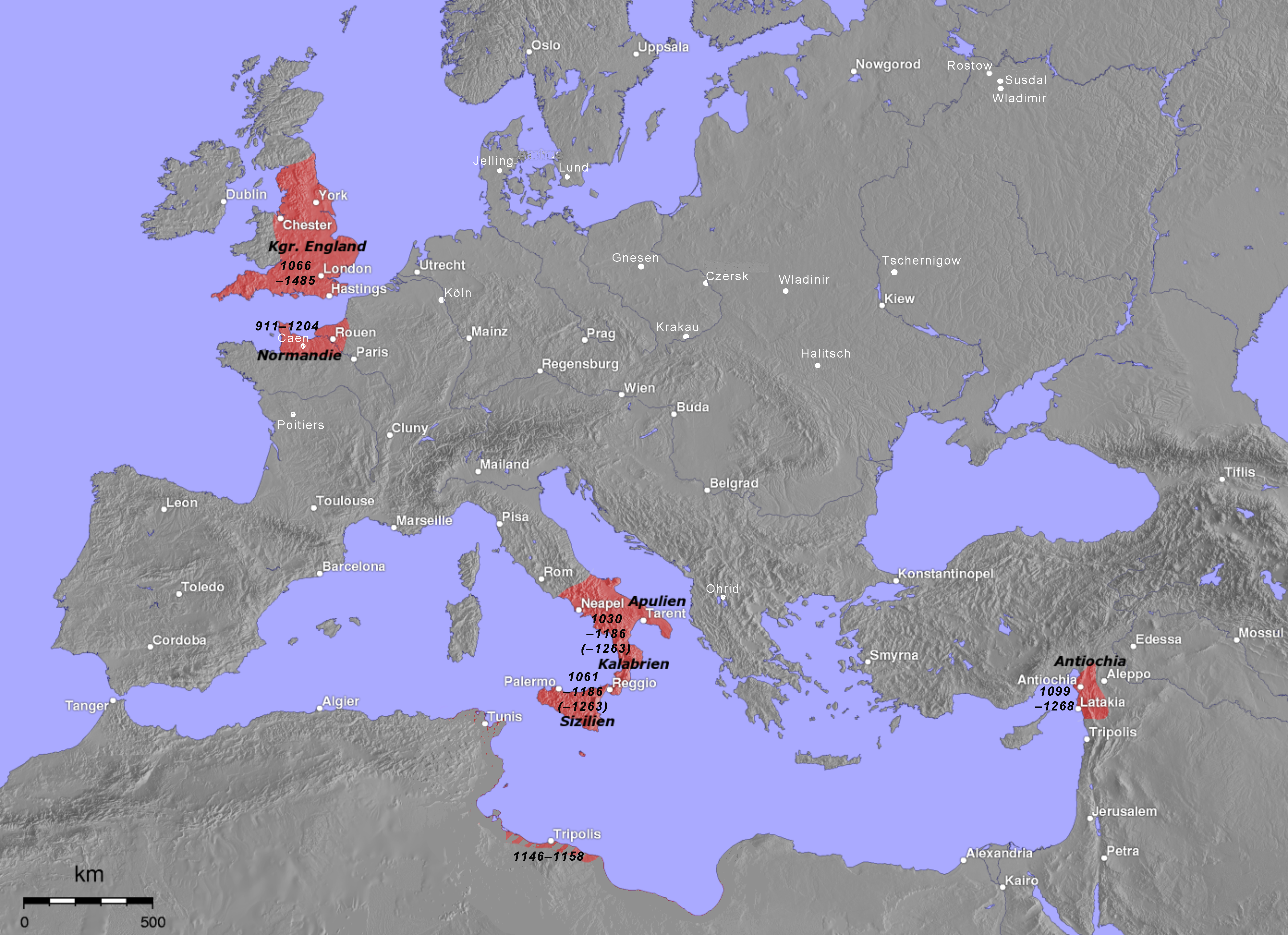
Normannische Gebiete im 12. Jh.

Das englische Gewohnheitsrecht wurde seit der Zeit der Eroberung Englands 1066 durch die Normannen (Schlacht bei Hastings) nach und nach durch die von den Normannen eingeführten Rechtsinstitute verdrängt. Die Normannen waren ihrerseits vom französischen Recht beeinflusst, woraus sich auch der französische Einschlag in der englischen Rechtssprache erklärt, der allerdings in den Kolonien weitgehend verloren ging. Prägend war insbesondere das neugeschaffene Verwaltungssystem in Form des Lehnswesens, dessen oberster Lehnsherr der König war. König Wilhelm I. zog nach seiner Eroberung Englands den Grundbesitz seiner Gegner ein und verteilte ihn an seine Gefolgsleute, wobei er – wie auch später seine Nachfolger – zum Erhalt seiner Zentralgewalt darauf achtete, dass die Territorien nicht zu groß und damit die Territorialherrscher nicht zu mächtig wurden.
Mit dem Lehnswesen verbunden war das Steuerwesen (→ Domesday Book). Um diese Einnahmequelle zu sichern, übernahm die königliche Verwaltung bald auch Funktionen der Rechtspflege, und es bildete sich ein Justizsystem mit dem Court of Exchequer, dem Court of Common Pleas und dem Court of King’s Bench heraus. Daneben wurden seit dem 12. Jahrhundert verstärkt Reiserichter (justices in eyre) vom König in die Provinzen entsandt, um dort Recht zu sprechen. So kam es auch zur Zentralisierung der Justiz und damit zur fortschreitenden Rechtsvereinheitlichung, wodurch die alten Rechtsgewohnheiten weiter zurückgedrängt wurden.
Gerichtsverfahren konnten im Mittelalter nur mit Anweisungen des Königs, sogenannten writs, eingeleitet werden. Es bildeten sich eine Vielzahl standardisierter writs heraus, die den actiones des römischen Rechts sehr ähnlich waren. Ob man ein Verfahren gewann oder verlor, hing damit größtenteils von der Wahl des richtigen writ ab. Dies führte zu einem sehr verfahrensrechtslastigen Denken der Rechtspraktiker. Insgesamt waren die Verfahren zu formalistisch und zu schwerfällig. Aufgrund der Vernachlässigung des materiellen Aspekts kam es zu als ungerecht empfundenen Ergebnissen. Im 14. Jahrhundert ergingen daher Gesuche vieler unterlegener Parteien an den König, ein als ungerecht empfundenes Ergebnis durch königlichen Befehl nach den Geboten der Moral zu korrigieren. Mit der Zeit übernahm diese Aufgabe direkt der Chancellor, der höchste Verwaltungsbeamte, welcher zur Klärung Verfahren durchführte, die nicht an die formalen Beweisregeln gebunden waren. Neben dem common law im engeren Sinne entwickelte sich so ein neuer Bestandteil des common law im weiteren Sinne, der unter dem Begriff Equity zusammengefasst wird. Gegen Ende des 16. Jahrhunderts verfestigte sich die Equity-Rechtsprechung weiter und ein Kanzleigericht wurde eingerichtet. Im 18. Jahrhundert schließlich bildete die Equity-Rechtsprechung endgültig einen dem common law im engeren Sinn ebenbürtigen und wie dieses am case law orientierten Bestandteil. Das Verhältnis von equity zum common law i. e. S. war bereits im 17. Jahrhundert geklärt worden, als sich der oberste Richter Edward Coke beschwerte, dass sich der Chancellor mit seiner equity-Rechtsprechung nicht einfach zum Richter über die common law courts machen könne. König Jakob I. entschied diesen Streit zugunsten des Chancellors, so dass von da an feststand, dass in Kollisionsfällen die Equity-Rechtsprechung Vorrang genießt.
Seinem Charakter verdankt das Common Law auch seine Resistenz gegenüber direkten Eingriffen durch den König, was sich in England insofern als positiv erwies, als es im 16. und 17. Jahrhundert vor den absolutistischen Tudors und Stuarts schützte. Seit dieser Zeit ist mit dem common law auch der Gedanke der Gewährleistung der Freiheit verbunden – eine Funktion, die in Kontinentaleuropa der Verfassung zukommt. Im Vereinigten Königreich gibt es bis heute keine geschriebene Verfassung.
Mit dem 1875 in Kraft getretenen Judicature Act von 1873 wurden schließlich die Gerichtsverfassung und das Prozessrecht reformiert. Unter anderem wurde die bis dahin bei verschiedenen Gerichten liegende Zuständigkeit für Common Law und Equity zusammengeführt. Von nun an hatte ein Gericht beides zu beachten, auch wenn innerhalb der Gerichte weiterhin verschiedene divisions zuständig waren. Daneben wurde auch das veraltete writ-System abgeschafft; alle Prozesse vor dem neu eingerichteten High Court of Justice wurden nun durch das writ of summons eingeleitet.
Das Statute Law hat insgesamt eine geringe Bedeutung; lediglich auf den Gebieten des vom römischen Recht beeinflussten Handels- und Seerechts sowie im Sozialrecht kam es zu umfassenden Kodifikationen, die sich jedoch teilweise darauf beschränken, durch Fallrecht (Case-Law) herausgebildetes common law geordnet zusammenzufassen und ansonsten vor allem aus punktuellen Gesetzen bestehen, die ihrerseits auf bereits vorhandenem common law aufbauen.

### Juristische Lehre und Schrifttum
Noch heute wird im Bewusstsein der Juristen trotz der Zusammenführung zwischen common law i. e. S. und equity unterschieden, was sich auch darin widerspiegelt, dass für beide Gebiete auch weiterhin getrennte Lehrbücher und Vorlesungen bestehen. Auch das für das Prozessrecht abgeschaffte System der writs wird in Lehrbüchern oft noch heute als Gliederungsschema verwendet.

### Gerichtsverfahren
Man erkennt das Common Law unter anderem am stark kontradiktorisch geprägten Gerichtsverfahren, das von den Parteien beherrscht wird, während der Richter vor allem auf die Einhaltung der Verfahrensregeln achtet. Charakteristisch ist auch die bedeutende Rolle von Geschworenen, die unabhängig vom Richter beraten. Daneben hat im Common Law das Richterrecht in der Form von Präzedenzfällen (Case Law) eine anerkannt hohe Bedeutung.

## Mischsysteme
Mischsysteme existieren sowohl innerhalb als auch zwischen den großen Rechtskreisen.
Solche Systeme aus römisch-germanischem Recht einerseits und Common Law andererseits existieren beispielsweise in Schottland und Südafrika, aber auch in dem französisch geprägten US-Bundesstaat Louisiana und der franko-kanadischen Provinz Québec.
Innerhalb des römisch-germanischen Rechtskreises stellt das 1916 kodifizierte bürgerliche Recht Brasiliens ein typisches Beispiel dar, insoweit es gleichermaßen durch die Rezeption des deutschen BGB wie auch des französischen Code civil geprägt ist. Ähnliches gilt für eine Vielzahl weiterer, nach 1900 in außereuropäischen Ländern entstandener Kodifikationen.
Mischrechtsordnungen:
- romanischer Rechtskreis + Common law:
  - französisches Recht: Kanalinseln (vgl. Guernsey, Jersey), Louisiana, Mauritius, Québec, Seychellen, St. Lucia
  - spanisches Recht: Philippinen, Puerto Rico
  - italienisches Recht: Malta
- römisch-niederländisches Recht + Common law: Botswana, Guyana, Indonesien, Lesotho, Namibia, Osttimor, Schottland, Simbabwe, Sri Lanka, Südafrika, Eswatini
- deutsche Rechtslehre + osmanisches Recht + Common law: Israel

## Ehemals sozialistisch regierte Staaten
Als weitere deutlich abgegrenzte Sondergruppe unterschied man jedenfalls bis ca. 1990 die kommunistischen oder sozialistischen Rechtsordnungen, die sich in drei Untergruppen einteilen lassen:
- Russland und andere ehemalige GUS-Staaten
- andere osteuropäische Staaten einschließlich der baltischen Staaten
- ost- und südostasiatische Staaten, insbesondere das Zivilrecht der Volksrepublik China.[6]

Der sozialistische Rechtskreis zeichnete sich vor allem dadurch aus, dass Produktionsmittel in der Regel nicht in Privateigentum, sondern in Staatseigentum standen. Generell war die Privatautonomie, insbesondere das Recht zur wirtschaftlichen Betätigung, stark eingeschränkt. Der Staat kontrollierte das gesamte Wirtschaftsgeschehen und integrierte auch in zivilrechtliche Belange z. B. dadurch, dass Staatsanwälte in Zivilsachen auftreten konnten. Trotz dieser Besonderheiten waren Wurzeln im römischen Recht erkennbar.

### Entstehungsgeschichte des sozialistischen Rechtskreises
Nach dem Ende des Zweiten Weltkrieges führte die Sowjetunion in den von ihr kontrollierten Staatsgebieten nach und nach realsozialistische Diktaturen ein. Diese wandelten die Gesellschaften nach den Vorgaben der Sowjetunion um. Dies ging mit der Einführung der so genannten sozialistischen Gesellschaftsordnung im Sinne der „sozialistischen Bruderländer“ einher, im Rahmen derer auch und gerade die Rechtssysteme stark verändert wurden. Die gleiche Entwicklung fand in den zwei sozialistischen Ländern Europas statt, die nicht von der Sowjetunion beherrscht wurden: in Albanien und der SFR Jugoslawien.

### Heutige Situation
Der sozialistische Rechtskreis besteht nicht mehr, da durch den Fall der kommunistischen Diktaturen im Ostblock sowie in Albanien und Jugoslawien in diesen Ländern die so genannte sozialistische Gesellschaftsordnung aufgegeben wurde. Da seit dem Fall des „Eisernen Vorhangs“ 1989 in den betroffenen Ländern eine uneinheitliche Neuausrichtung der Rechtsordnungen stattfindet, besteht auch kein einheitlicher Rechtskreis von ehemaligen sozialistischen Ländern.

## Islamischer Rechtskreis
Zum islamischen Rechtskreis zählen insbesondere alle Staaten des Nahen und Mittleren Ostens, also alle arabischen Staaten zuzüglich Iran und Afghanistan.
Das religiöse Recht, die Scharia, kennt nicht die der westlichen Rechtstradition seit der Aufklärung geläufige Trennung von Staat und Kirche und beansprucht universale Geltung. „In der islamischen Kultur bezeichnet die Scharia das Gesetz in seiner weitesten Form, das heißt die Gesamtheit der religiösen, moralischen, sozialen und rechtlichen Normen, welche im Koran und der prophetischen Tradition beinhaltet sind.“ (Bodiveau) Allerdings ist die Scharia in praktisch keinem islamischen Land alleinige Grundlage des Staats- und Rechtswesens mehr.
Die Rechtsordnungen des islamischen Rechtskreises wenden das religiöse Familien- und Erbrecht je nach Religionszugehörigkeit des Betroffenen an. Es gilt entweder das islamische Recht, das Recht der betreffenden christlichen Konfession oder das jüdische Recht. Sunniten und Schiiten unterscheiden sich auch in einigen Fragen des Familien- und Erbrechts. Innerhalb der Sunna gibt es historisch vier verschiedene Rechtsschulen: die hanefitische, malekitische, schafiitische und die der Hanbali, wobei in den einzelnen Ländern unterschiedliche Rechtsschulen herrschend sind. Das Vertragsrecht und das Internationale Privatrecht der islamischen Staaten gründet maßgeblich auf dem ägyptischen Zivilgesetzbuch von 1948, das seinerseits viele Anregungen aus dem Code Napoléon übernommen hatte. Starker direkter Einfluss des Code Napoleon lässt sich auch im Maghreb nachweisen.
Die Rechtsordnungen der meisten islamischen Länder sind durch ein unterschiedlich gewichtetes Nebeneinander ziviler, häufig an europäische Vorbilder angelehnter oder daraus weiter entwickelter und religiöser Rechtstradition geprägt, was nicht selten auch zu konkurrierenden Bestrebungen und Spannungen führt, die unterschiedlich gelöst werden oder auch ungelöst bleiben. Die Entwürfe reichen von einer formal strikten Trennung nach dem Vorbild der Türkei bis hin zu den Gesetzgebungs- und Rechtsprechungssystemen der Islamischen Republik, in der die Scharia als verfassungsmäßiger Letztmaßstab jeder Rechtsetzung und -anwendung festgeschrieben ist. Dabei kann in je verschiedener Weise auch vorislamisches oder unabhängig vom Islam vorhandenes einheimisches Recht, auch Stammesrechte einfließen.